# Стонгон
Стонгон (швед. Stångån) — річка на півдні Швеції, у східній частині Йоталанду. Бере початок з озера Мекелн (швед. Möckeln) в межах комуни Віммербю. Спочатку тече у південно-східному напрямку, а після крутого завороту — на північ. Впадає у озеро Роксен. Довжина річки становить приблизно 190 км,  площа басейну  — 2440 км².  На річці побудовано 12 ГЕС малої потужності. 